# Lista de membros associados da Academia Brasileira de Ciências empossados em 1969
Esta lista contém os nomes dos membros associados da Academia Brasileira de Ciências empossados em 1969. 
A categoria de associados foi extinta na reforma estatutária ocorrida em 1999. Ambas as categorias titular e associado são de caráter vitalício. 
| Imagem | Nome                                | Datas de nascimento e falecimento | Local de nascimento | Área de especialização | Alma mater | Data de posse         | Conhecido por | Referências |
| ------ | ----------------------------------- | --------------------------------- | ------------------- | ---------------------- | ---------- | --------------------- | ------------- | ----------- |
|        | Ottilia Rodrigues Affonso Mitidieri | 29 de março de 1927               | Rio de Janeiro, RJ  | Ciências Químicas      | UFRJ       | 21 de outubro de 1969 |               | [ 3 ] [ 4 ] |